# Barrique (Einheit)
Die Barrique, auch Bordelaise, war ein französisches Flüssigkeitsmaß und entsprach dem Oxhoft. Das Kurzzeichen des Volumenmaß ist in neuerer Zeit bque. Es war auch eine Masseneinheit.

## Volumen
Eine unterschiedliche Anzahl von Velte/Velt (zwischen 27 und 32) wurden praxisbezogen auf eine Barrique gerechnet. Auch das Maß schwankte um 7,6 Liter. In Bordeaux achtete man aber in der Praxis auf die Grenze von 225 Liter je ein Barrique.
Das Maß galt weiter im Handel für Wein und Spirituosen und war ein Zugeständnis zu den eingeführten metrischen Maßen.
- allgemein
  - 1 Barrique = 32 Veltes = 11.497 Pariser Kubikzoll = 228 Liter[2]

In der Maßkette von Tonneau, dem Fass, abwärts galt:
- In Bordeaux
  - 1 Tonneau = 2 Pipes = 4 Barriques = 6 Tiercons = 120 Veltes = 480 Pots = 228 Liter[3]
  - 1 Velte = 7,61 Liter
- In La Rochelle[4]
  - 1 Barrique = 27 Veltes
  - 1 Velte Cognac = 330 Pariser Kubikzoll = 6 9/16 Liter
  - 1 Velte Wein = 325 Pariser Kubikzoll = 6 4/9 Liter
- In Nantes
  - 1 Barrique = 9859,5 Pariser Kubikzoll = 195,58 Liter, später = 231 Liter[5]
- In Bayonne
  - 1 Barrique = 40 Veltes = 246,72 Liter[6]
- In den französischen Gebieten, wie Guadeloupe, Martinique und St. Martin war 
  - 1 Barrique = 100 Pots = 186,26355 Liter[7]

## Masseneinheit
Als Masseneinheit für Wein und Zucker rechnete man
- 1 Barrique = 1000 Pfund (altes Markgewicht) = 489,5 Kilogramm[8]